# Paris-Beaugency
Paris-Beaugency est une ancienne course cycliste française, organisée de 1907 à 1991 entre la Capitale et la ville de Beaugency dans le département du Loiret, malgré des interruptions entre 1914 et 1946 puis entre 1952 et 1975,. 
De 1907 à 1909, le podium honorait des coureurs de troisième et de quatrième catégories.
En 1981, elle est alors organisée par l'Union Sportive de Créteil et prend le nom de Créteil-Beaugency jusqu'en 1991 et sa définitive annulation en 1993.

## Palmarès
| Année               | Vainqueur              | Deuxième             | Troisième           |
| ------------------- | ---------------------- | -------------------- | ------------------- |
| 1907 - 3e catégorie | Antoine Lombret        | Vast                 | Pottier             |
| 1907 - 4e catégorie | Georges Paulmier       | Fernand Cochery      | Jean Alavoine       |
| 1908 - 3e catégorie | Antoine Lombret        | Paul Duboc           | Henri Stoffel       |
| 1908 - 4e catégorie | Jean Alavoine          | Marcel Godivier      | Paul Armbruster     |
| 1909 - 3e catégorie | Ernest Paul            | Constant Ménager     | Georges Landrieux   |
| 1909 - 4e catégorie | Émile Engel            | Cyrille Aubert       | Eugène Dhers        |
| 1910                | Antoine Lombret        | Cyrille Aubert       | Eugène Dhers        |
| 1911                | Marcel Godivier        | Georges Tribouillard | Henri Pélissier     |
| 1912                | Jean Hillarion         | Jean Carnet          | Marcel Monge        |
| 1913                | René Vandenhove        | José Pelletier       | Fernand Bonnet      |
| 1947                | Jean Abello            | Marcel Lasne         | Jean Cayzac         |
| 1948                | Nori Amano             | Robert Varnajo       | Marcel Disseaux     |
| 1949                | Francis Rozanc         | Guy Lintilhac        | Roger Huraux        |
| 1950                | Georges Decaux         | Francis Siguenza     | Robert Varnajo      |
| 1951                | Jean Thaurin           | Trépied              | Jean Brevet         |
| 1976                | Gérard Simonnot        | Philippe Tesnière    | Serge Guyot         |
| 1977                | Philippe Tesnière      | Serge Guyot          | Bernard Melniezenko |
| 1978                | Alain Duez             | Jean-François Sabard | John Parker         |
| 1979                | Philippe Martin        | Thierry Desèvres     | Thierry Barrault    |
| 1981                | Thierry Barrault       | Bernard Stoessel     | Guy Craz            |
| 1982                | Bernard Chesneau       | Stéphane Guay        | Philippe Courtachon |
| 1983                | Jean-Pierre Godard     | Joël Milon           | Bruno Georges       |
| 1984                | Patrice Dubois         | Éric Gibeaux         | Laurent Plu         |
| 1985                | Jonas Tegströen        | Daniel Mahier        | Wayne Bennington    |
| 1986                | Bernard Jousselin      | Jean-François Morio  | Olivier Raoult      |
| 1987                | Jean-Marie Corteggiani | Gérard Aviègne       | Gildas Yvinec       |
| 1988                | Laurent Bezault        | Yvan Ledannois       | Éric Heulot         |
| 1989                | Didier Champion        | Philippe Lauraire    | Philippe Mauduit    |
| 1990                | Scott Fortner          | Jean-Louis Bertrand  | Zbigniew Spruch     |
| 1991                | Lauri Resik            | Lars Michaelsen      | Zbigniew Ludwiniak  |